# Manchester (zespół muzyczny)
Manchester – polski zespół muzyczny, założony 18 marca 2006 w Toruniu i grający muzykę brit pop z domieszką punk rocka.
W 2019 z zespołu odszedł wokalista Maciej Tacher, który rozpoczął solową karierę. Jego miejsce w składzie zajął Maciej Zadykowicz, z którym muzycy wydali cztery single: „Kinematografia”, „20 lat”, „Bo życie ma smak” i "Kot". W 2024 Tacher wrócił do śpiewania w zespole, jednocześnie skład opuścił Zadykowicz, tym samym zespół wrócił do oryginalnego składu.

## Skład zespołu
- Maciej Tacher – śpiew, klawisze, gitara (do 2019, od 2024)
- Sławomir Załeński – gitara
- Dariusz Załeński – gitara
- Radosław Kaźmierkiewicz – gitara basowa
- Karol Ułanowski – perkusja

Byli członkowie:
- Maciej Zadykowicz – śpiew, klawisze, gitara (2019-2024)

## Dyskografia

### Albumy
| Rok  | Tytuł                                                                        |
| ---- | ---------------------------------------------------------------------------- |
| 2008 | Manchester - Premiera: 14 listopada 2008 - Wytwórnia płytowa: Lemon Records  |
| 2011 | Chemiczna broń - Premiera: 27 września 2011 - Wytwórnia płytowa: Pomaton EMI |
| 2017 | Niezatapialny - Premiera: 18 marca 2017 - Wytwórnia płytowa: Sonic           |

### Single
| Rok                            | Tytuł                    | Pozycja na Liście | Pozycja na Liście | Pozycja na Liście | Album          |
| Rok                            | Tytuł                    | WiR               | RDN               | RMF               | Album          |
| ------------------------------ | ------------------------ | ----------------- | ----------------- | ----------------- | -------------- |
| 2008                           | Dziewczyna gangstera     | —                 | —                 | —                 | Manchester     |
| 2008                           | Nie na pierwszej randce  | —                 | —                 | —                 | Manchester     |
| 2009                           | Berlin lubi deszcz       | —                 | 6                 | —                 | Manchester     |
| 2009                           | Tajemnica                | 1                 | 15                | —                 | Chemiczna broń |
| 2010                           | Lawendowy                | 1                 | 8                 | 3                 | Chemiczna broń |
| 2010                           | Ostatni raz z moją klasą | —                 | —                 | —                 | Chemiczna broń |
| 2011                           | Nie chce się spać        | —                 | —                 | —                 | Chemiczna broń |
| 2011                           | Lubię Twoje włosy        | —                 | 1                 | —                 | Chemiczna broń |
| 2012                           | Autostrady kłamstw       | —                 | —                 | —                 | Chemiczna broń |
| 2012                           | List                     | —                 | —                 | —                 | Chemiczna broń |
| 2014                           | Zapominanie              | 1                 | —                 | —                 | Niezatapialny  |
| 2015                           | Za mało                  | —                 | —                 | —                 | Niezatapialny  |
| 2016                           | Miłość we Wrocławiu      | —                 | —                 | —                 | Niezatapialny  |
| 2017                           | Całkiem nowy ja          | —                 | —                 | —                 | Niezatapialny  |
| 2019                           | Kinematografia           | —                 | —                 | —                 | —              |
| 2020                           | 20 lat                   | —                 | —                 | —                 | —              |
| 2020                           | Bo życie ma smak         | —                 | —                 | —                 | —              |
| 2020                           | Kot                      | —                 | —                 | —                 | —              |
| 2021                           | Dobrze, że jesteś        | —                 | —                 | —                 | —              |
| 2022                           | Tola                     | —                 | —                 | —                 | —              |
| 2023                           | Offline                  | —                 | —                 | —                 | —              |
| „—” pozycja nie była notowana. |                          |                   |                   |                   |                |